# 麻生久
麻生久（日语：麻生 久/あそう ひさし，1891年5月24日—1940年9月6日），日本的政治家、工运者，社會大眾黨的领导人。

## 生平
1891年，出生。
1917年，毕业于东京帝国大学法学部。
1919年，加入友爱会。
1920年，创立全日矿工联合会。
1926年，任日本劳农党委员长。
1932年，任社会大众党书记长。
1939年，与极右翼势力合作。
1940年，去世。